# Doctor Deseo
Doctor Deseo es un grupo español de rock surgido en Bilbao a principios de los años ochenta. Actualmente es uno de los grupos vascos más consolidados en el panorama musical español.

## Estilo
Las letras y los sonidos ácidos en todos sus trabajos y una fuerte puesta en escena durante sus conciertos son los elementos con los que Doctor Deseo ha marcado desde sus inicios un estilo que logra alejarlo de la mayoría de los grupos conformes con planteamientos comerciales o establecidos. Las letras de sus canciones hablan de sexo, del deseo y su eterno conflicto con la realidad, de los miedos, de la noche, de la incomunicación, de la pasión y la acción, del dolor y de las drogas, del policía que llevamos dentro, de los márgenes del sistema y sus Fugitivos del paraíso, en un constante buceo por el mar de las emociones, con la búsqueda de la rebeldía y la esperanza como telón de fondo, sin prejuicios ni autocensuras.
Sus inicios se remontan a los primeros años de la década de los ochenta. Un tiempo dominado por el peso del punk-rock en plena explosión del rock radical vasco, pero con la holgura suficiente como para que se colara un grupo de amplia sensibilidad pop y sangre lo suficientemente espesa como para contar con un directo provocativo, salvaje y tenso, que les emparenta con el rock. Se reivindican poperos, pero su actitud no es la de otros grupos del ramo.

«De todas formas, nosotros hemos usado el término pop con mala leche porque en Euskadi ha tenido muy mala prensa. El pop, la cultura popular abarca al rock, al heavy, es algo muy amplio. Otra cosa es el pop baboso. Nosotros usamos el término como provocación. ¿Todos son de grupos rock?, pues nosotros pop, ¿qué pasa?, y eso no nos quita que no tengamos el mismo grado de insatisfacción. No somos un grupo light para nada.»

## Historia

### Inicios en los años ochenta
Tras grabar dos maquetas en 1983 y 1984 que pasaron desapercibidas, su primera aparición discográfica tiene lugar a finales de 1987 en el álbum recopilatorio Musikusi, nombre del programa musical que por aquel entonces emitía TVE en el País Vasco. Uno de esos concursos ideados con buena voluntad pero sin ningún recorrido, porque en el fondo no perseguía ningún objetivo de base, por más que fuera el Primer Concurso de Pop-Rock de Euskadi, antecedente del Villa de Bilbao.
Sin embargo, ganar el primer premio les ayuda a editar su primer disco de vinilo, Doctor Deseo, tan inocente como necesario. Un álbum que les emparentaba en lo musical, que no en los textos, con grupos como Parálisis Permanente o los incipientes Héroes del Silencio, y que Discos Suicidas reeditó en el año 1995 en formato compacto.
Dos años después de su debut discográfico, con Tan cerca del cielo llega la confirmación plena de estar ante una de las formaciones pop-rock más interesantes de toda la escena nacional. Por aquel entonces se decía de ellos que estaban en tierra de nadie, que no eran un grupo de bronca pero que tampoco hacían música suave. Doctor Deseo buscaba nuevos ambientes pero sin perderse en barroquismos ni en puros efectos, porque enseguida les salían las bases clásicas y el sentimiento de rock, mezcladas con mucha sensibilidad y la sensualidad de las melodías del pop.
En este disco contaron con importantes participaciones, como la de Kaki Arkarazo, guitarrista de grupos como M-ak o Negu Gorriak y productor de numerosos trabajos discográficos. También contaron con la colaboración de algunos músicos como Carlos Jiménez, acompañante habitual de 21 Japonesas e Imanol, Pako Díaz de Akelarre o Josu Zabala de Hertzainak.

### Década de los noventa
En 1990 se produjo la salida del grupo del guitarrista Jesús Belmonte, que fue sustituido por Niko Brochado. En marzo de 1992 se publica Fugitivos del paraíso, el álbum que equilibra la inocencia de los primeros discos con la experiencia del tiempo transcurrido. Un título que suena rock mientras matiza pop, a la vez que se atreve a experimentar con otros sonidos como la psicodelia o el flamenco. A este trabajo pertenece la canción Corazón de tango.
Para esta grabación contaron de nuevo con la ayuda de Carlos Jiménez, que tocó los teclados y el saxo y realizó arreglos de viento y cuerda. Asimismo, colaboraron en el álbum otros músicos como Aitor Gorosabel (guitarra flamenca), Petre Bucaratu (violín), Mikel Barkalos (trompeta) y Carlos Hipólito (trombón). 
Su siguiente trabajo discográfico, Gotas de dolor... un charco de olvido, sale a la calle tras un nuevo paréntesis de tres años sin grabar y con las colaboraciones de Carlos Jiménez (teclados), Iñaki Gaztelu (saxo tenor) y Virginia de la Casa (coros). Además se aprecia un cambio en la formación. Mientras que de la formación original perdura el núcleo bilbaíno inicial formado por Francis y Josi, es entonces cuando se suman Txanpi, en la batería, y Kike, en la guitarra principal, provenientes del desaparecido grupo vitoriano Hertzainak. Posteriormente fichan, también en Vitoria, a Raúl Lomas, músico de conservatorio (piano y percusión) que desde entonces se encargará de los teclados. 
Raúl Lomas es el caso de una admirador de toda la vida de la banda, al que le surgió la oportunidad de entrar en el grupo de forma casual. Una entrevista en el diario Egin a propósito de su libro Mierda bañada en mentiras de sangre, un poemario autoeditado a base de fotocopias, le puso en el punto de mira de Doctor Deseo y, ante la necesidad de un teclista para la banda, fue invitado a participar. Al principio compaginaba esta labor con su trabajo como técnico afinador de pianos y con su grupo paralelo Hermana Mary, formado inicialmente para musicar su libro (algunos de cuyos versos forman el estribillo de Posado en un nenúfar de Extremoduro) pero que le llevó a grabar tres discos.
En 1998 regresó Josu Monge, su antiguo baterista, pero esta vez como técnico de grabación en Hay cuentos aún por inventar. En este álbum contaron con las trompetas de Raimundo Flores Mundi y Aitor Flores, así como la cuerda de Paola y Pamela Ruiz Pinilla e Izusko Izagirre.
El grupo viajó a México para llevar a cabo una breve gira de una semana y lograr asentarse definitivamente, puesto que allí su música tiene una enorme aceptación desde 1996. Buena prueba de ello es que todos los trabajos de Doctor Deseo se han editado en México por la compañía Ura Records y se están distribuyendo por Hispanoamérica y por Estados Unidos.

### Desde el 2000
En el año 2000 publica Atrapado en tu silencio... de incertidumbres y caricias, con el cual experimenta un cambio en su forma de trabajar las bases rítmicas añadiendo a su rock oscuro nuevas texturas como scratches, theremin, ritmos hip hoperos o elementos dance. Todo ello supuso un disco con una sonoridad distinta a la de sus anteriores trabajos y el mejor ejemplo es la remezcla dance que hicieron de su clásico La cara norte del Eigger.
En el mes de abril de 2002, bajo el título Suspira... y conspira, la banda vasca ofrece un álbum más intimista que sus anteriores trabajos. El disco, grabado sin prisas entre junio y diciembre de 2001, fue producido por Francis y registrado por Iñaki Antón, el famoso Uoho de Platero y Tú y Extremoduro, que además aportará a partir de entonces su estudio de grabación privado para los nuevos trabajos de la banda. Entre otras colaboraciones contó con los coros de Aiora Renteria, de Zea Mays, y Fito Cabrales (Platero y Tú, Fito & Fitipaldis), y el piano final de Rafa Acebes. En palabras de Francis este disco es musicalmente ecléctico, aunque más equilibrado respecto a guitarras, teclas y electrónica. Sus canciones se basan nuevamente en el universo nocturno, poblado de personajes derrotados y necesitados de cariño.
Dos años más tarde, con la edición de Rómpeme, se produce la entrada de Aitor Agiriano Toro sustituyendo a Kike en la guitarra principal. Toro, que proviene de Peace Monkeys, ya había colaborado con Doctor Deseo en su anterior trabajo discográfico aportando su buen hacer con la guitarra flamenca. En este disco el grupo recupera el interés por los matices de guitarra, dando prioridad al lado emotivo, llegando a veces a lo hipnótico. Una producción clara y natural en la que hay que destacar la variedad en los temas, lo que no contradice la coherencia general del trabajo, con canciones como Abrázame, en la que vuelven a contar con la colaboración de Aiora Renteria en los coros, y De nuevo en tus brazos, un tema compuesto por Los Piratas de Nervión (Francis Díez, Robe Iniesta, Fito Cabrales e Iñaki Uoho) para el disco de la Semana Grande de Bilbao de 2002.
Doctor Deseo cerró su gira de 2004 con una serie de actuaciones en teatros, recintos idóneos para mostrar su vertiente más cabaretera. Su última actuación sería recogida en Metamorfosis, un doble disco (CD+DVD) en directo que se grabó en el Teatro Arriaga de Bilbao el 18 de enero de 2005, con la participación de Aiora Renteria, como contrapunto a la voz principal, y de Mikel Piris, que aportó el sonido de su saxofón y flauta, y la escenografía, dirección e interpretación teatral del actor Ander Lipus, conocido por sus trabajos con la Fábrica de Teatro Imaginario. El subtítulo del disco define bien el carácter de este trabajo: básicamente lento. Baja la velocidad y toman fuerza la emoción, la elegancia y la fascinación en cada tema. El power pop de Doctor Deseo llevado a medio tiempo, es decir, a la intensidad, y envuelto en un espectáculo que deja al descubierto su cara "más intensa, afectiva y emocional".
Su álbum Sexo, ternura y misterio, grabado en 2007, fue producido por Francis y registrado por Iñaki Antón Uoho, quien además aportó su nueva discográfica Muxik para editarlo. Contó con las colaboraciones musicales de José Alberto Batiz (guitarra), Iosu Zabala (acordeón), Mikel Piris (saxo), Esteban Valcárcel (trompeta) y con las voces de Aiora Renteria, Anari y Robe Iniesta.
En 2010 lanzaron su álbum Deseo: cartografía imposible, grabado en los estudios Muxik de Iñaki Uoho y publicado por la discográfica Baga Biga.
Su álbum Al amanecer... seguir soñando fue grabado en Gaua Estudios, por César Ibarretxe y Jon Asier Zubelzu, y publicado a principios de 2012 por la discográfica Baga Biga. El CD iba acompañado de un libro con colaboraciones de escritores y pintores vascos. Textos expresamente escritos junto a las letras de Francis, por Bernardo Atxaga, Kirmen Uribe, Edorta Jiménez, Itziar Ziga; y pinturas de los hermanos Fernando y Vicente Roscubas, Jesús Mari Lazkano, Cristina Alfaro, Oier Ituarte, Fermín Moreno, Ismael Iglesias y La lengua Ignacia. El álbum fue presentado en una gira por teatros que terminó en enero de 2013.

## Discografía
1. Doctor Deseo. Discos Suicidas, 1987
2. Tan cerca del cielo. Discos Suicidas, 1989
3. Fugitivos del paraíso. Oihuka, 1992
4. Gotas de dolor... un charco de olvido. Discos Suicidas, 1995
5. Hay cuentos aún por inventar. Discos Suicidas, 1998
6. Atrapado en tu silencio... de incertidumbres y caricias. Discos Suicidas, 2000
7. Suspira... y conspira. Gor, 2002
8. Rómpeme con mil caricias, cielo... rómpeme. Gor, 2004
9. Metamorfosis (básicamente lento) (CD+DVD). Oihuka, 2005
10. Detrás de los espejos rotos. Oihuka, 2006
11. Sexo, ternura y misterio. Muxik, 2008
12. Deseo: cartografía imposible. Baga Biga, 2010
13. Al amanecer... seguir soñando (CD+libro). Baga Biga, 2012
14. Busco en tus labios. Lo mejor del Deseo (CD+DVD). Baga Biga, 2014.
15. Igual y diferente. Una mirada distinta (CD+DVD). Baga Biga, 2016.
16. La fuerza de la fragilidad. Palabras ante el espejo (CD+DVD+libro). Baga Biga, 2018.
17. Maketoaren iraultza. Baga Biga, 2019.

## Componentes
Doctor Deseo es una banda originaria de Bilbao, de cuyos miembros iniciales solo dos continúan en el grupo: Francis Díez, vocalista, guitarrista ocasional, compositor de la mayoría de los temas y alma mater del grupo; y Josi Jiménez, bajista y voz secundaria en algunos temas. A este núcleo original se unieron con posterioridad Raúl Lomas (Hermana Mary) como teclista, Luis Javier Saiz Txanpi (Hertzainak) en la batería y, más tarde, Aitor Agiriano Toro (Peace Monkeys) en la guitarra principal y Joe González (Atom Rhumba) como saxofonista.

### Formación actual
- Francis Díez: voz.
- Josi Jiménez: bajo y coros.
- Luis Javier Saiz Txanpi: batería.
- Raúl Lomas: teclado electrónico.
- Joe González: saxo.
- Josu Aguinaga: guitarra.

### Antiguos miembros
- Josu Monge: batería.
- Jesús Belmonte: guitarra.
- Niko Brochado: guitarra.
- Enrique Sáenz de Villaverde Kike: guitarra.
- Aitor Agiriano Toro: guitarra.